# يوشيو ماتشيدا
يوشيو ماتشيدا (باليابانية: 町田良夫؛ بالكانا: まちだ よしお) هو ملحن ياباني، ولد في 1967 في سايتاما في اليابان.

## وصلات خارجية
- يوشيو ماتشيدا على موقع ميوزك برينز (الإنجليزية)
- يوشيو ماتشيدا على موقع ديسكوغز (الإنجليزية)